# Крум Колев
Крум Недев Колев е български офицер (генерал-майор), един от ръководителите на Военния съюз, той участва в организирането на Деветнадесетомайския преврат през 1934 г., след който става началник на Военното училище, а през 1935 г. за кратко е и вътрешен министър.

## Биография
Крум Колев е роден на 12 юли (24 юли нов стил) 1890 г. в Търново. През 1910 г. завършва Военното училище в София, на 4 септември е произведен в чин подпоручик и зачислен в 20-и пехотен полк. През Балканската война (1912 – 1913) е командир на рота в 5-и пехотен полк, а през Първата световна война (1915 – 1918) е командир на дружина в 12-и пехотен полк. След войната е началник на 19-и пограничен участник, за известно време работи в администрацията на Министерство на войната. По-късно служи в 10-и пограничен участък и в Търновското бюро. През 1923 г. е назначен за помощник-интендант на 9-и пепхотен пловдивиски полк. По-късно същата година е на служба в Русенското бюро и от ново от същата година е на служба в 11-и пограничен участък. През 1925 г. е назначен на служба в 11-а жандармерийска дружина, като на 25 март с.г. е произведен в чин подполковник. През 1927 г. е назначен за началник на секция в канцеларията на Министерството на войната.
От 1930 г. Крум Колев е командир на 21-ви пехотен полк, на 6 май 1931 е произведен в чин полковник, от 1933 г. командва на 9-и пехотен полк, а през 1934 г. става началник на Пехотната школа. Той е един от основателите и началник-щаб на Военния съюз и един от организаторите на Деветнадесетомайския преврат. В периода 19 май 1934 – 11 април 1935 г. е началник на Военното училище в София, през септември-октомври 1934 г. ръководи Дирекция на обществената обнова, а от 22 януари до 21 април 1935 г. е и министър на вътрешните работи и народното здраве в правителството на Пенчо Златев. След това е назначен за директор на Географския институт, а през юли е уволнен от армията. За участието си в организирания в края на годината опит за военен преврат е осъден на смърт. Присъдата му е заменена с доживотен затвор, а през 1940 г. е амнистиран.
След Деветосептемврийския преврат през 1944 г. Крум Колев е произведен в чин генерал-майор. Той умира на 27 април 1970 г. в София.
Крум Колев е женен и има 2 деца.

## Военни звания
- Подпоручик (4 септември 1910)
- Поручик (5 август 1913)
- Капитан (16 март 1917)
- Майор (12 август 1920)
- Подполковник (25 март 1925)
- Полковник (6 май 1931)
- Генерал-майор (1944)